# Montmoreau-Saint-Cybard
Montmoreau-Saint-Cybard is een voormalige gemeente in het Franse departement Charente in de regio Nouvelle-Aquitaine en telt en telt 1052 inwoners (1999).

## Geschiedenis
Montmoreau-Saint-Cybard was de hoofdplaats van het gelijknamige kanton totdat dit op 22 maart 2015 werd opgeheven en de gemeenten werden opgenomen in het op die dag gevormde kanton Tude-et-Lavalette. De gemeente fuseerde op 1 januari 2017 met Aignes-et-Puypéroux, Saint-Amant-de-Montmoreau, Saint-Eutrope en Saint-Laurent-de-Belzagot tot de commune nouvelle Montmoreau, waarvan Montmoreau-Saint-Cybard de hoofdplaats werd.

## Geografie
De oppervlakte van Montmoreau-Saint-Cybard bedraagt 12,0 km², de bevolkingsdichtheid is 87,7 inwoners per km².

## Verkeer en vervoer
In de plaats wordt bediend door spoorwegstation Montmoreau.
De onderstaande kaart toont de ligging van Montmoreau-Saint-Cybard met de belangrijkste infrastructuur en aangrenzende gemeenten.

## Demografie
Onderstaande figuur toont het verloop van het inwonertal.